# Bossiaea bossiaeoides
Bossiaea bossiaeoides är en ärtväxtart som först beskrevs av George Bentham, och fick sitt nu gällande namn av Arthur Bertram Court. Bossiaea bossiaeoides ingår i släktet Bossiaea och familjen ärtväxter. Inga underarter finns listade i Catalogue of Life.